# Homunculus (alchemie)

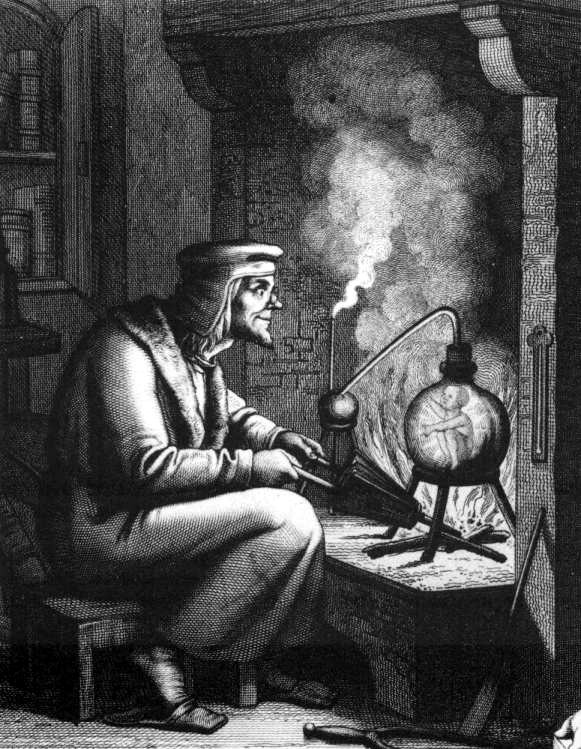
Faust maakt een homunculus

De homunculus is de benaming voor een lichaam zonder de ziel en is een (verouderde) verklaring voor het ontstaan van een menselijk wezen.
Er werd verondersteld dat het sperma vol homunculi zat en dat een ervan, eenmaal in de baarmoeder beland, zou uitgroeien tot een kind. De man gaf zo het leven, de vrouw de ziel (het vermogen om te leven).
Alchemisten waren ervan overtuigd dat men in staat was een mens buiten het lichaam te maken als deze maar in de juiste "voedingsbodem" terecht zou komen. Een op zo'n manier gekweekte mens zou over bijzondere, wellicht goddelijke krachten beschikken.

## Islamitische alchemie
In de islamitische alchemie was Takwin (Arabisch: تكوين) het doel van bepaalde alchemisten zoals Jabir ibn Hayyan (8e eeuw). In de alchemistische context verwijst Takwin naar het kunstmatig creëren van leven in het laboratorium, menselijk leven inbegrepen.

## Eerste vermelding
De vermeende productie van een homunculus staat in detail beschreven in De natura rerum (1538), dat over het algemeen wordt toegeschreven aan Paracelsus. Het schepsel, dat hij als eerste de naam homunculus gaf, was niet groter dan 30 cm, maar liep na korte tijd weg van zijn schepper. Paracelsus' recept vermeldde een zak met botten, sperma, huidfragmenten en het haar van gelijk welk dier waarvan je wilde dat het schepsel een hybride zou zijn. Deze ingrediënten moesten dan gedurende 40 dagen op de grond worden gelegd in een hoop paardenmest, waarna het embryo zich zou beginnen vormen.
De homunculus bleef na Paracelsus af en toe in alchemistische geschriften verschijnen. De Chemische Bruiloft van Christian Rosenkreutz (1616) eindigt bijvoorbeeld met de schepping van een mannelijke en vrouwelijke vorm die Homunculi duo wordt genoemd.

## C. G. Jung
Carl Gustav Jung stelt dat de eerste vermelding van een homunculus in alchemistische literatuur voorkomt in de visioenen van Zosimos, geschreven in de 3e eeuw. Zosimos gebruikt evenwel nooit het woord homunculus. In zijn visioen vertelt Ion, een priester, hem hoe hij zich aan een ondraaglijke kwelling onderwierp om de 'dichtheid van het lichaam weg te werpen': iemand doorboorde hem met een zwaard, sneed hem in stukken, trok zijn huid af en wierp het met zijn ledematen en zijn botten in het vuur, waarna hij geest werd. Terwijl Zosimos in zijn visioen nog tegen de priester sprak, zag hij hoe Ions ogen als bloed werden en hoe hij zijn eigen vlees uitspuwde, waarna hij in een verminkt klein mannetje veranderde.

## Varianten
Bij het maken van een kunstmatig mens vermeldden alchemisten ook andere methoden. Een dergelijke variant is het gebruik van de alruin, een plant waarvan de wortel lijkt op een menselijke vorm. Volgens het volksgeloof groeide de alruin op plekken waar gehangenen hun zaad hadden geloosd tijdens de laatste krampachtige stuiptrekkingen voor de dood. De wortel moest voor de dageraad worden opgehaald. Omdat de wortel zou krijsen als hij uit de grond werd getrokken, en men daarvan krankzinnig werd, bond men een touw aan de staart van een hond om dat werkje op te knappen. Vervolgens werd de alruin gewassen en "gevoed" met melk en honing, en in sommige recepten met bloed, waarna hij zich zou ontwikkelen tot een miniatuurmens die zijn eigenaar beschermde.
Een andere methode zou naar verluidt bestaan uit het gebruik van een ei van een zwarte kip, het prikken van een gaatje in de schaal en het vervangen van het eiwit door menselijk sperma. Vervolgens werd de opening met maagdelijk (onbeschreven) perkament afgesloten, en werd het ei in mest begraven op de eerste dag van de maartse maancyclus. Een miniatuur humanoïde zou na dertig dagen uit het ei komen, die zijn maker in ruil voor een constante voeding van lavendelzaden en regenwormen zou beschermen.

## Preformationisme

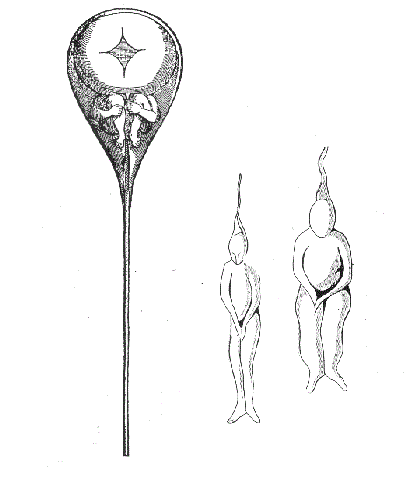
Een minuscuul mensje in sperma, getekend door Hartsoeker in 1695

De term 'homunculus' zou later worden gebruikt in de discussie over conceptie en geboorte. In 1694 ontdekte de Nederlander Nicolaas Hartsoeker "diertjes" in het sperma van mensen en dieren. Dit was het begin van de "spermisten-theorie", die inhield dat het sperma in feite een "kleine man" (homunculus) was die in een vrouw werd geplaatst om uit te groeien tot een kind. Dit leek een afdoende verklaring te bieden voor het mysterie van de conceptie. Later werd opgemerkt dat ook een homunculus, die immers behalve in afmeting gelijk was aan een mens, ook zelf sperma moest hebben, wat leidde tot een reductio ad absurdum.